# François-Auguste Biard
François-Auguste Biard, născut François Thérèse Biard, (n. 29 iunie 1799, Commune-Affranchie, Prima Republică Franceză – d. 20 iunie 1882, Fontainebleau, Île-de-France, Franța) a fost un pictor francez, cunoscut pentru călătoriile sale aventuroase și tablourile care descriu experiențele sale.

## Biografie
S-a născut la Lyon. Deși părinții săi intenționau ca el să se alăture clerului, și-a petrecut cea mai mare parte a timpului învățând să picteze, începând la o fabrică de tapet din Lyon. În cele din urmă, a putut merge la École des Beaux-Arts, unde a lucrat cu Pierre Révoil⁠(d) până în 1818, apoi a studiat cu Fleury François Richard⁠(d), după ce a preluat funcția de director. Studiile sale au fost, totuși, sporadice și a învățat multe lucruri pe cont propriu. Prin urmare, el este adesea numit „autodidact”.
De asemenea, a călătorit în Italia, Grecia și Orientul Mijlociu. Prima sa expoziție la Salon⁠(d) din 1824 a fost bine primită. În același an, Arhiepiscopia a comandat patru tablouri de la foști elevi ai lui Révoil, inclusiv lui Biard. În 1827, a călătorit din nou, vizitând Malta, Cipru și Egipt. Ulterior a obținut sprijinul Monarhiei din iulie, care a achiziționat câteva dintre lucrările sale. În 1838, a fost decorat cu Legiunea de Onoare.
În 1839, a participat la o expediție științifică, condusă de Joseph Paul Gaimard⁠(d), care a mers în Spitsbergen și Laponia. I s-a alăturat logodnica sa, scriitoarea Léonie d'Aunet⁠(d), care a publicat o relatare a călătoriei în 1854, intitulată Voyage d'une femme au Spitzberg. Schițele sale au servit drept inspirație pentru patru panouri mari de la Muzeul Național de Istorie Naturală.

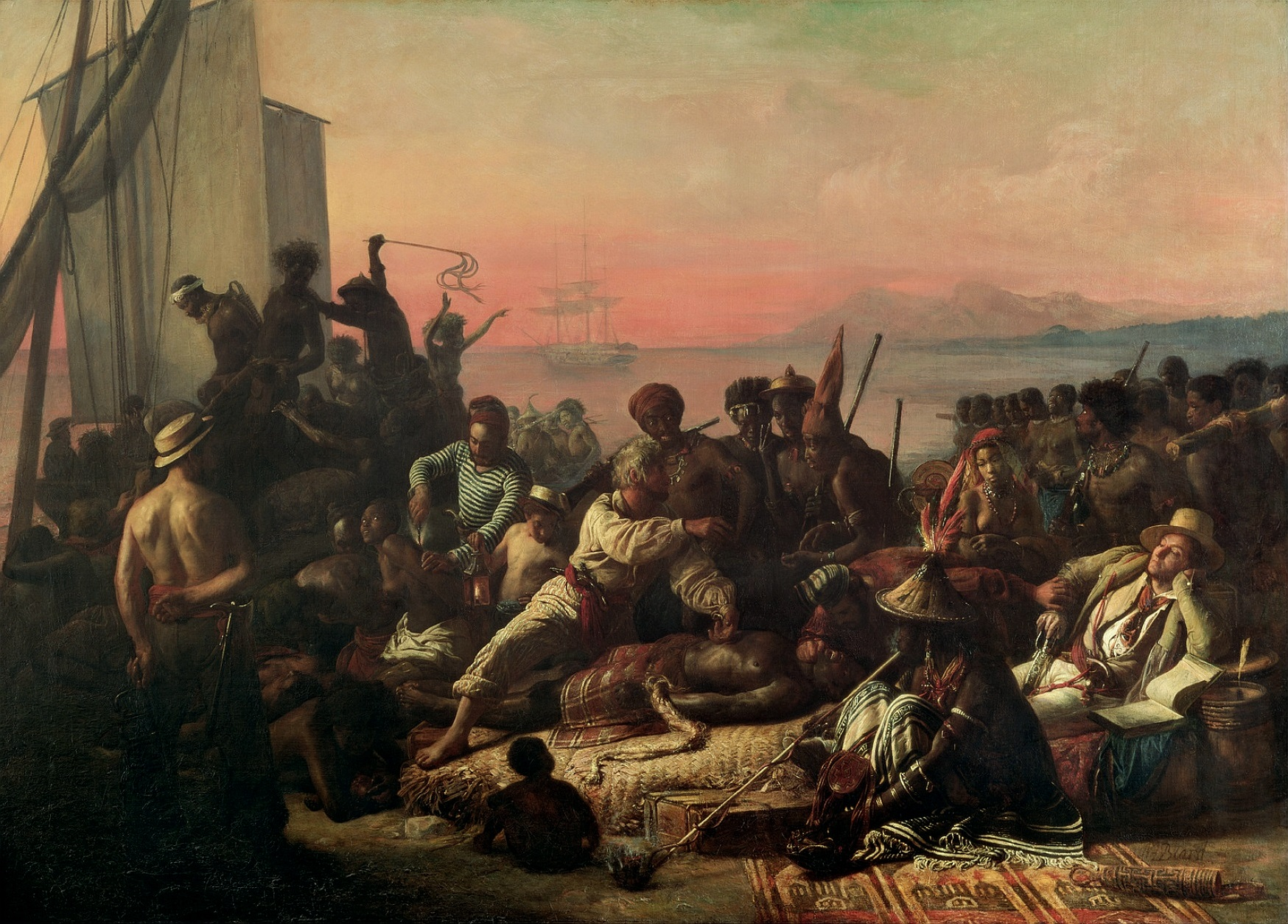
Comerțul cu sclavi (1840)

S-a căsătorit cu Léonie în 1840. Trei ani mai târziu, aceasta a devenit amanta lui Victor Hugo. În 1845, ea a fost prinsă cu el, în flagrant delict, la un hotel. A fost arestată pentru adulter, dar Hugo a fost eliberat după ce și-a invocat inviolabilitatea ca membru al Chambre des pairs⁠(d). A fost dusă la închisoarea Saint-Lazare, a executat două luni și a fost încredințată în grija unei mănăstiri. Căsătoria a fost anulată în 1855.
În jurul anului 1858, a petrecut doi ani în Brazilia, unde a lucrat la curtea împăratului Pedro al II-lea. Folosind Rio de Janeiro ca bază, a făcut mai multe excursii în mediul rural și în Amazon, unde a fost unul dintre primii pictori care au descris oamenii indigeni. I s-a oferit un post de profesor la Academia Imperială de Arte Frumoase, dar a refuzat în favoarea continuării călătoriilor sale. Înainte de a se întoarce în Franța, a făcut un ocol prin America de Nord și a pictat câteva scene care descriu sclavia. În 1862, relatarea despre călătoriile sale în Brazilia, cu 180 de gravuri, a fost publicată de Hachette sub titlul Deux années au Brésil.
Picturile sale cu subiecte anecdotice au fost populare în rândul publicului de la Salon, iar uneori a fost criticat pentru că a introdus umor în picturile altfel serioase.
Biard a murit la 20 iunie 1882, la Samois-sur-Seine⁠(d).

## Selecție de picturi

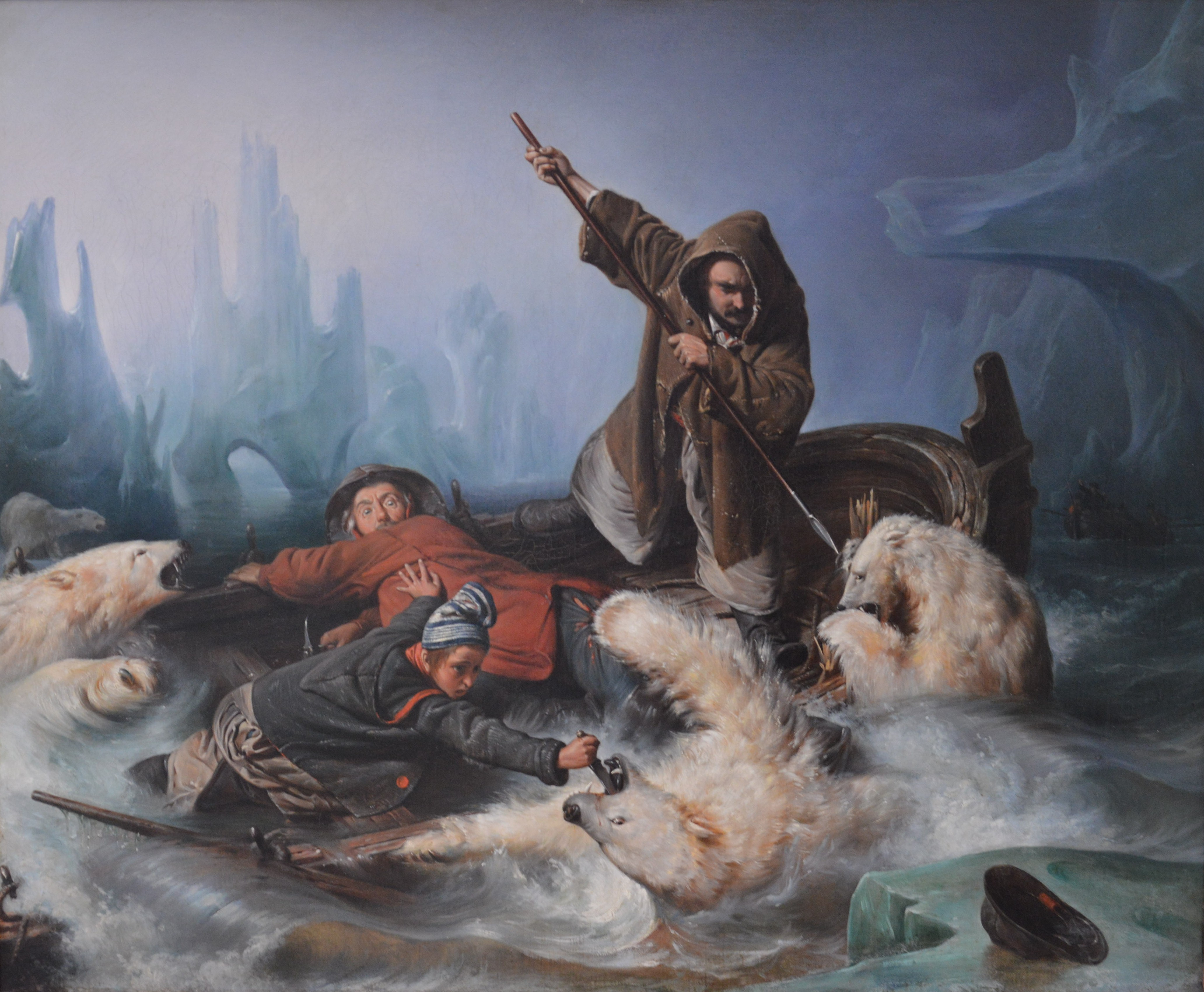
Lupta cu urșii polari (1839)
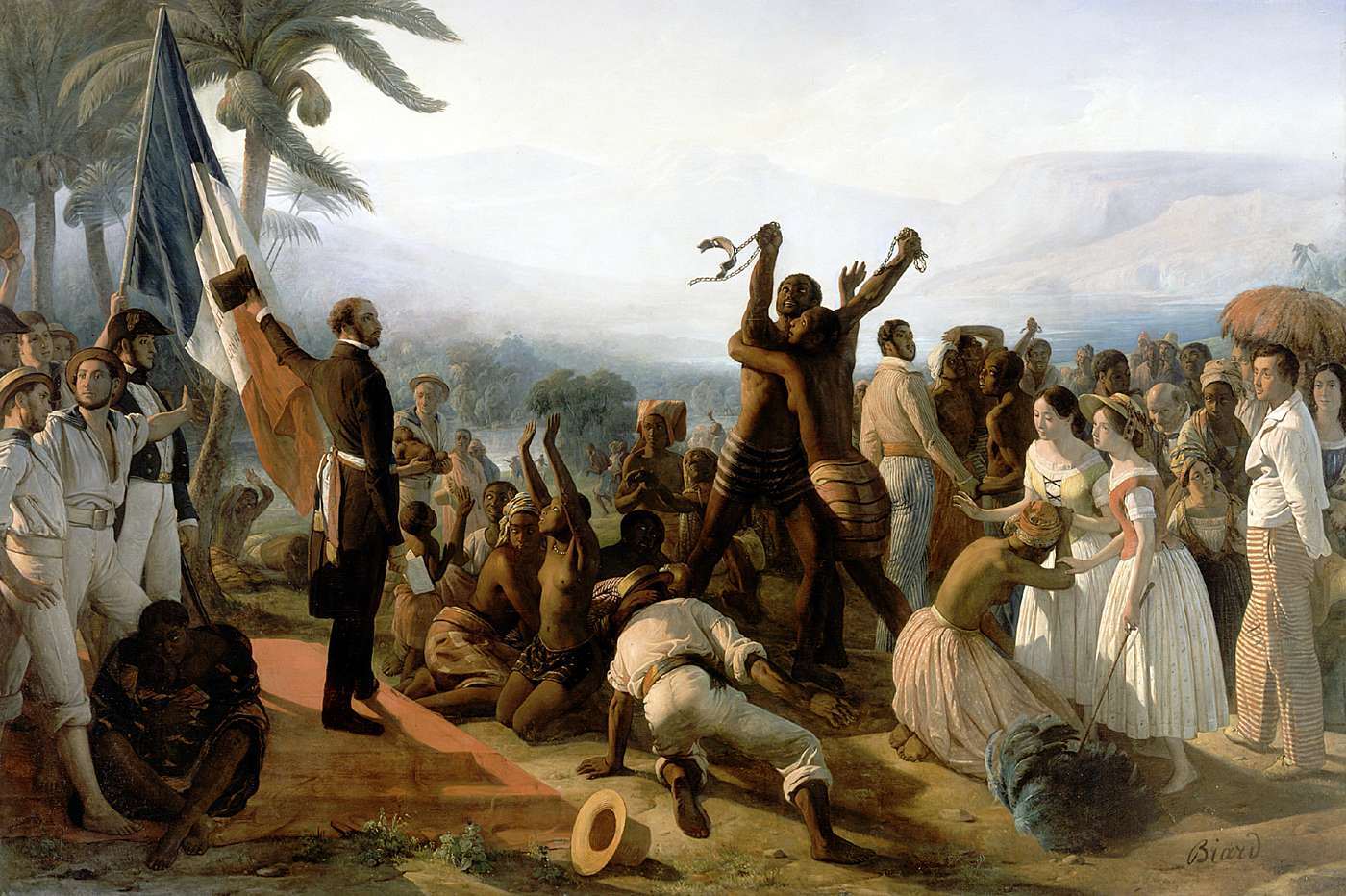
Proclamarea abolirii sclaviei în coloniile franceze, 27 aprilie 1848⁠(d) (1849)
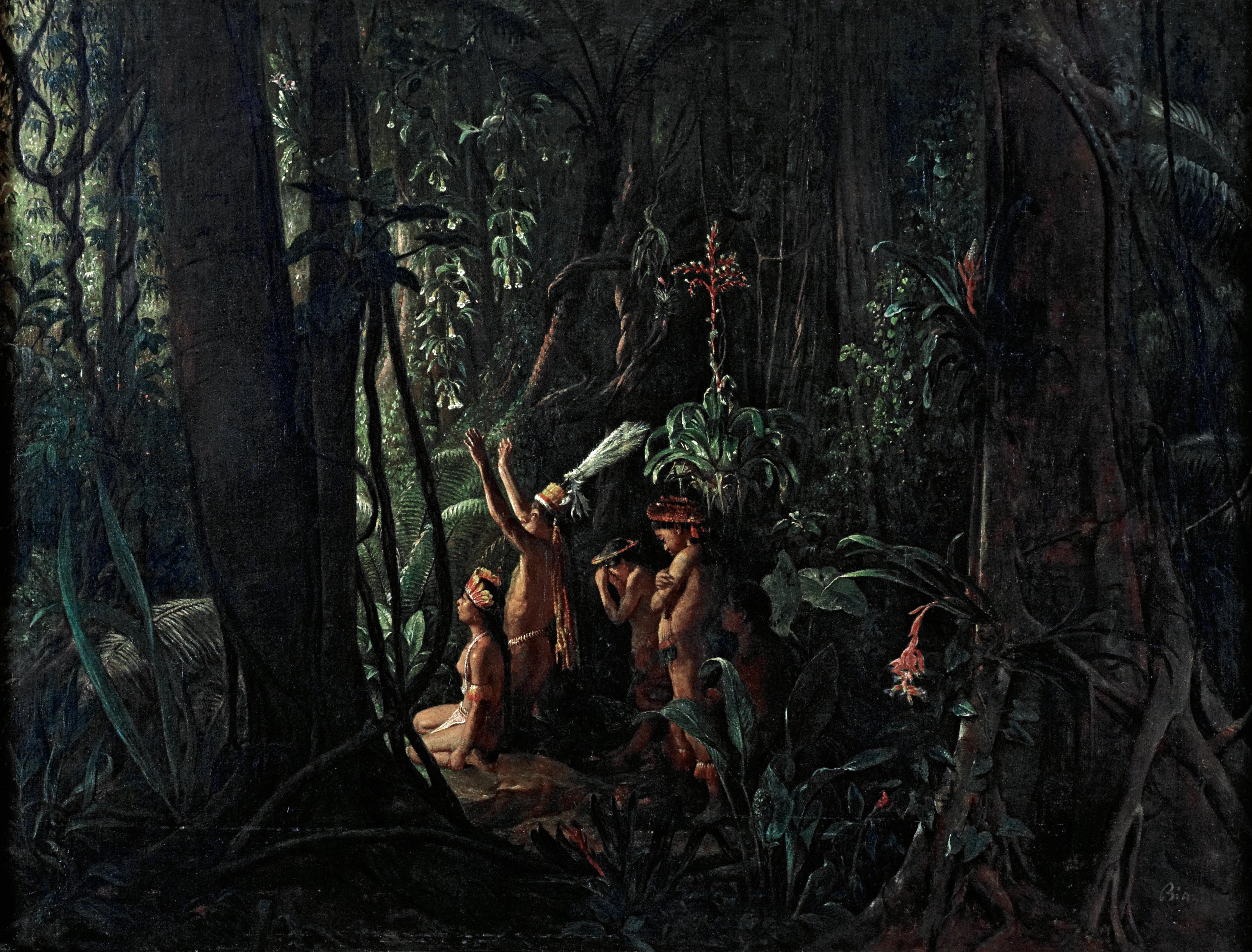
Indienii amazonieni Închinarea zeului Soare (c. 1860)
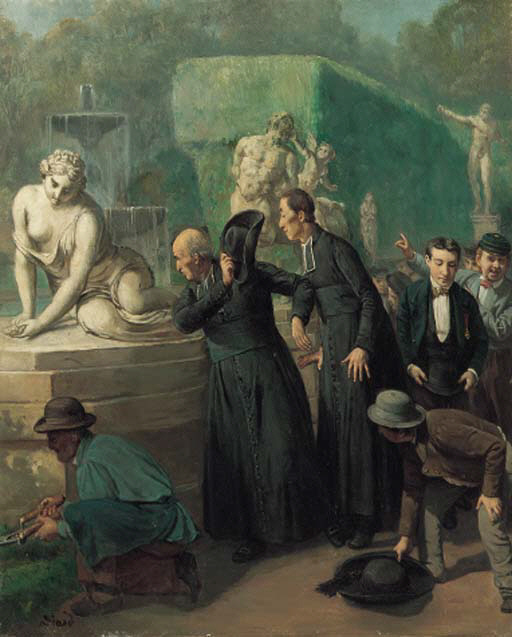
În grădină
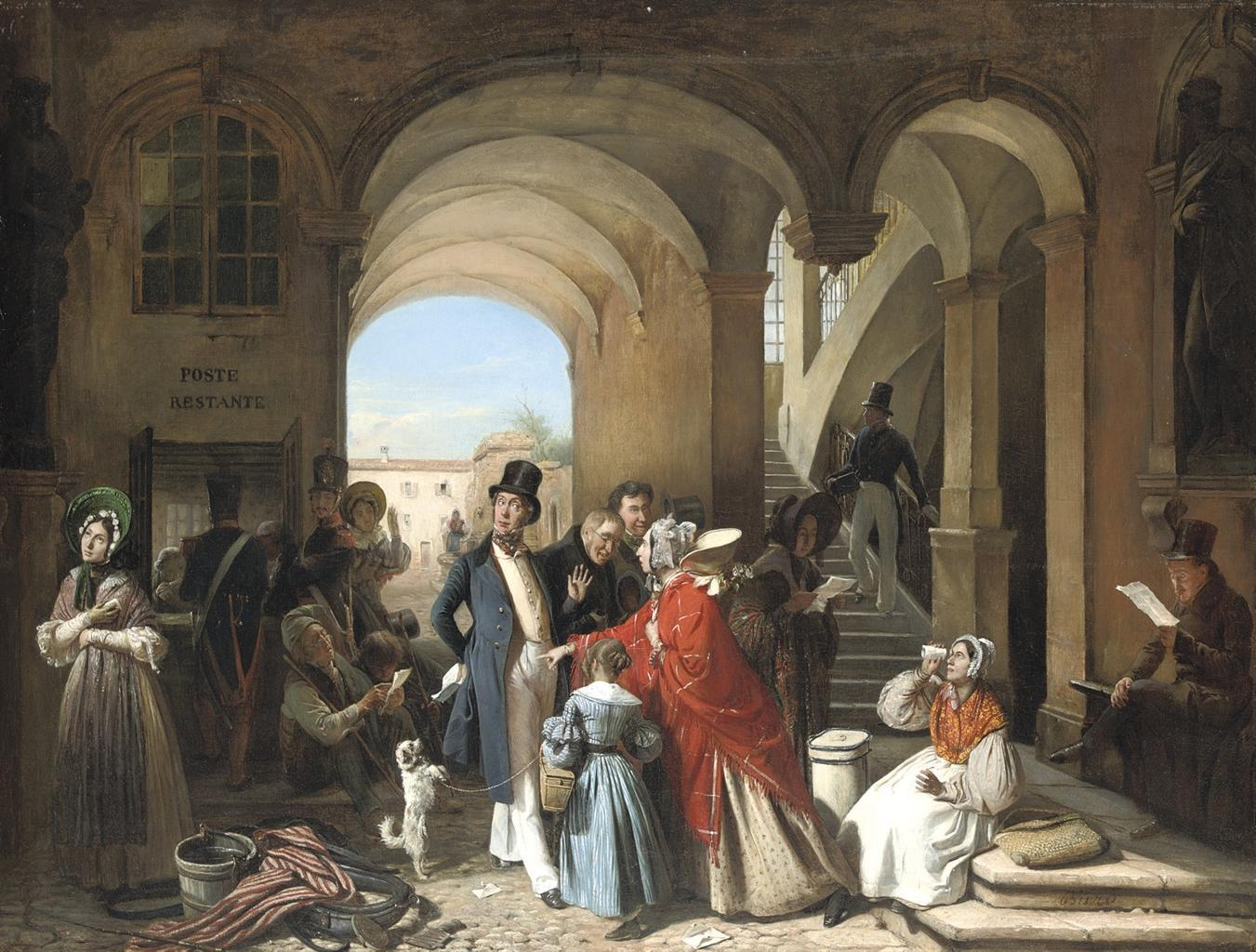
La Oficiul poștal
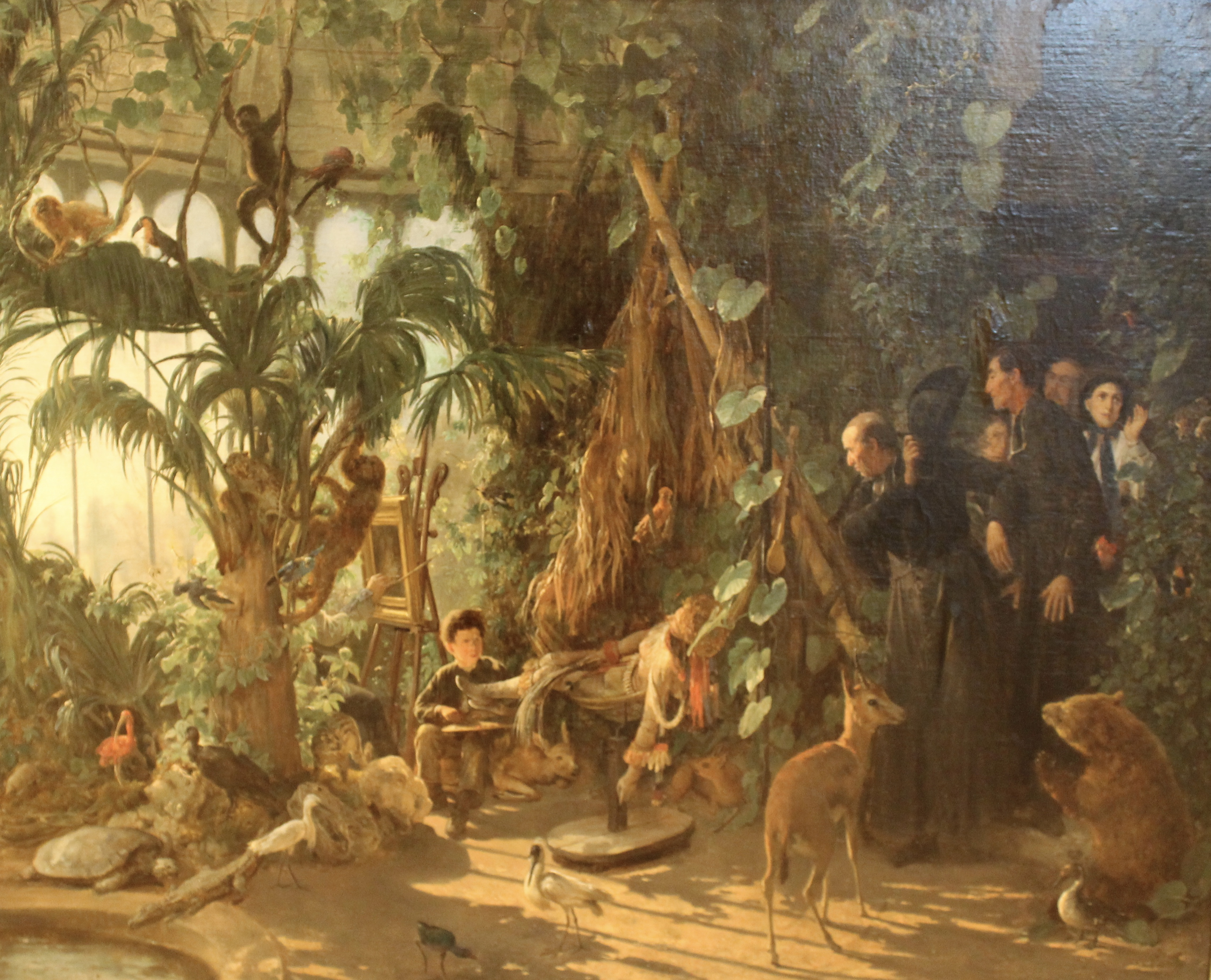
Bârlogul Artistului